# Colin Reitz
Colin Reitz (Reino Unido, 6 de abril de 1960) es un atleta británico, especializado en la prueba de 3000 m obstáculos en la que llegó a ser medallista de bronce del mundo en 1983.

## Carrera deportiva
En el Mundial de Helsinki 1983 ganó la medalla de bronce en los 3000 m obstáculos, con un tiempo de 8:17.75 segundos, llegando a la meta tras el alemán Patriz Ilg y el polaco Bogusław Mamiński (plata con un tiempo de 8:17.03 segundos).